# Herbert Ernest Gregory

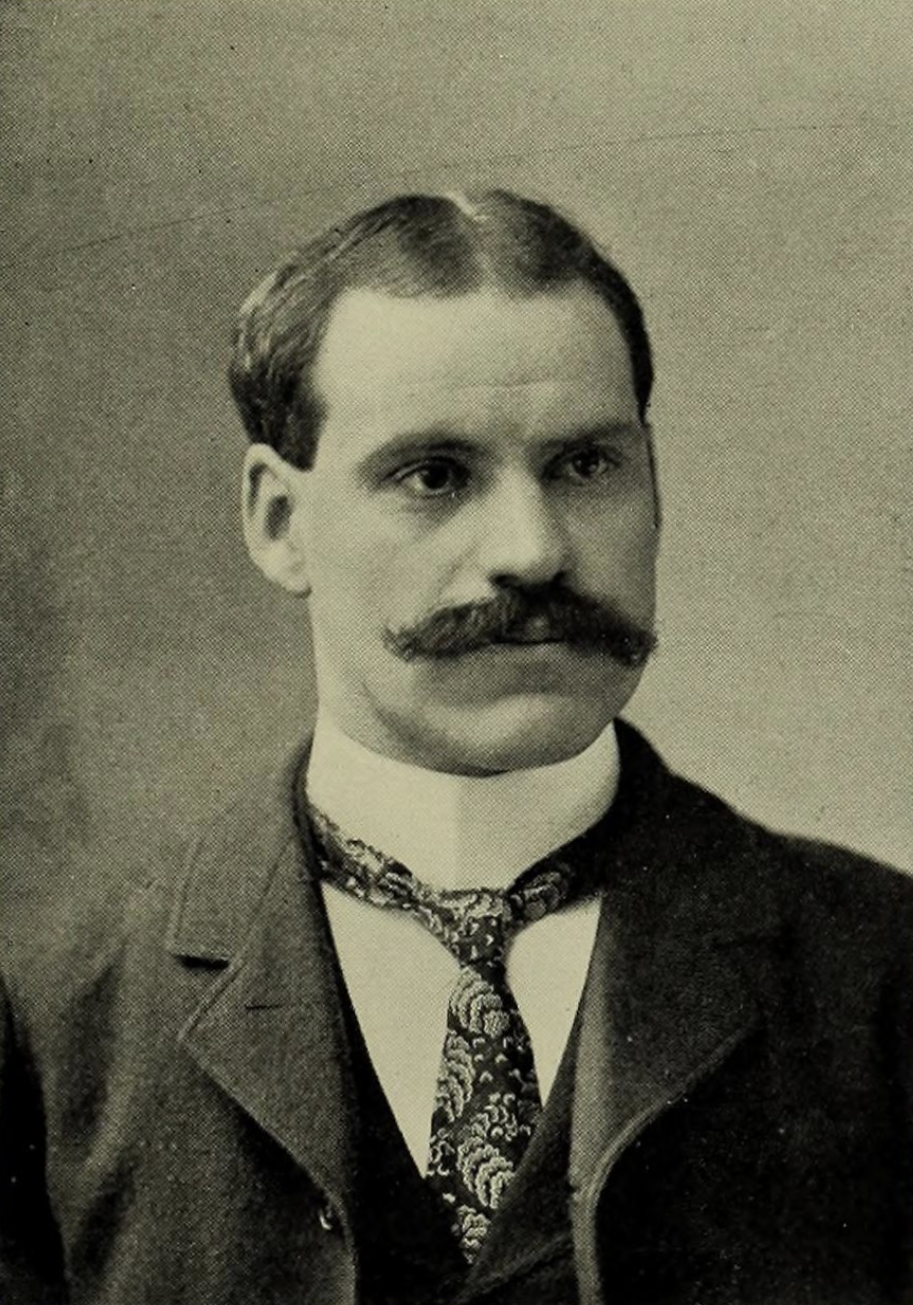
Herbert Ernest Gregory

Herbert Ernest Gregory (* 15. Oktober 1869 in Middleville, Michigan; † 23. Januar 1952 in Honolulu, Hawaii) war ein US-amerikanischer Geologe, Geograph und Museumsdirektor.

## Leben
Gregory war der Sohn von George and Jane Gregory, geborene Bross. 1896 graduierte er zum Bachelor of Arts und 1899 promovierte er zum Ph.D. an der Yale University. Von 1896 bis 1898 arbeitete er als biologischer Assistent, von 1898 bis 1901 als Ausbilder in Physischer Geographie und von 1901 bis 1914 als Assistenzprofessor in Physiogeographie in Yale. Von 1904 bis 1936 war er Professor für Geologie an der Yale University. 1936 wurde er zum Professor emeritus ernannt. 1908 heiratete er Edna Earle Hope. Von 1909 bis 1948 war er Geologe beim United States Geological Survey. 1919 übernahm er von William Tufts Brigham den Direktorenposten des Bernice P. Bishop Museums, den er bis 1936 innehielt. Während seiner wissenschaftlichen Tätigkeit beim U.S. Geological Survey machte Gregory geologische, geographische und hydrologische Untersuchungen im südlichen Utah und nördlichen Arizona. Daneben leitete er intensive Expeditionen in Connecticut und Hawaii. 1924 beteiligte er sich an der fünften Tanager-Expedition nach Nihoa und Necker Island.
Gregory war Mitglied des Verwaltungsrates der University of Hawaii, Vorsitzender des Committee on Pacific Investigations National Research Councils, Fellow of the Geological Society of America, Mitglied der Association of American Geographers, der American Academy of Arts and Sciences (1917) und der American Philosophical Society (1923).

## Schriften (Auswahl)
- Manual of the geology of Connecticut. 1908.
- The Granites of Connecticut. 1911.
- Lonely Australia: the unique continent. 1916.
- The Navajo country: a geographic and hydrographic reconnaissance of parts of Arizona, New Mexico, and Utah. 1916.
- Military geology and topography: a presentation of certain phases of geology. 1918.
- The Kaiparowits Region, a geographic and geologic reconnaissance of parts of Utah and Arizona. 1931.
- The San Juan country: a geographic and geologic reconnaissance of southeastern Utah. 1938.
- Geology of eastern Iron County, Utah. 1950.